# Schizophonic
Schizophonic — дебютный сольный студийный альбом британской поп-певицы Джери Халлиуэлл, выпущенный в 1999 году, вскоре после её ухода из популярной группы Spice Girls. Главным хитом альбома стала песня «Look at Me». Сингл достиг второго места в песенном хит-параде Великобритании, всего на 700 проданных копий отстав от песни «You Needed Me» группы Boyzone. В мировом масштабе тираж хита превысил миллион проданных копий. Два других сингла, «Mi Chico Latino» и «Lift Me Up», достигли первого места в Великобритании, причём последний на 33 тысячи проданных копий опередил песню «What I Am», исполненную дуэтом Tin Tin Out вместе с Эммой Бантон, другой участницей Spice Girls. Четвёртый сингл, «Bag It Up», также достиг первого места в хит-параде.
В конце 1999 года песня «Look at Me» недолго крутилась на американском радио. Альбом Schizophonic дебютировал на 42 строчке хит-парада Billboard 200 и покинул его через месяц. Этот альбом имеет самый лучший среди участниц Spice Girls результат в американских хит-парадах; альбом Free Me Эммы Бантон достиг 183 места, а Northern Star Мелани Си довольствовался лишь 208 строчкой Billboard 200. Дебютный альбом Джери стал золотым в США, превысив порог в 500 000 проданных копий. Сингл «Mi Chico Latino» не произвёл впечатления на американских радиослушателей, поэтому альбомы и синглы Джери Халлиуэлл больше в США не продавались. Суммарный тираж Schizophonic составил 2.5 миллиона проданных по всему миру копий.

## Список композиций
1. Look at Me — 4:32
2. Lift Me Up — 3:52
3. Walkaway — 5:04
4. Mi Chico Latino — 3:14
5. Goodnight Kiss — 4:39
6. Bag It Up — 3:45
7. Sometime 4:05
8. Let Me Love You — 4:00
9. Someone’s Watching Over Me — 4:15
10. You’re in a Bubble — 3:26

## Места в хит-парадах
| Хит-парад      | Высшая позиция | Статус            | Тираж     |
| -------------- | -------------- | ----------------- | --------- |
| Великобритания | 4              | Дважды платиновый | 600 000+  |
| Германия       | 52             |                   |           |
| Италия         | 17             | Золотой           | 55 000    |
| Финляндия      | 11             |                   |           |
| Франция        | 50             | Золотой           | 65 000    |
| Европа         | 10             | Платиновый        | 1 000 000 |
| Австралия      | 22             | Платиновый        | 70 000    |
| Бразилия       | 17             | Золотой           | 90 000    |
| Канада         | 15             | Платиновый        | 100 000   |
| Мексика        | 11             | Золотой           | 84 000    |
| США            | 42             | Золотой           | 500 000   |
| Япония         | 85             |                   | 3 190     |
| Весь мир       | 25             | Платиновый        | 2 500 000 |